# Vila Boa de Ousilhão
Vila Boa de Ousilhão ist eine Gemeinde (Freguesia) im portugiesischen Kreis Vinhais. In ihr leben 138 Einwohner (Stand 19. April 2021).